# Derek Ibbotson
Derek Ibbotson (Reino Unido, 17 de junio de 1932-23 de febrero de 2017) fue un atleta británico, especializado en la prueba de 5000 m en la que llegó a ser medallista de bronce olímpico en 1956.

## Carrera deportiva
En los JJ. OO. de Melbourne 1956 ganó la medalla de bronce en los 5000 metros, con un tiempo de 13:54.4 segundos, llegando a meta tras el soviético Vladimir Kuts que con 13:39.6 s batió el récord olímpico, y su compatriota Gordon Pirie (plata).